# آئوگاشیما (توکیو)
آئوگاشیما (به ژاپنی: 青ヶ島村, Aogashima-mura) یک روستا واقع در زیر استان هاچی‌اوجی کلان‌شهر توکیو، ژاپن است.